# Axel Kober
Axel Kober (n. 10 de febrero de 1970 en Kronach, Baviera, Alemania), es un director de orquesta alemán. En la actualidad, y desde 2009, es el director Musical General de la Deutsche Oper am Rhein.
Cursó estudios de dirección de orquesta en la Universidad de Música de Wurzburg de la mano de Peter Falk y Günther Wich. Debutó en 1994 en el Staatstheater de Schwerin. En 1998 fue nombrado Primer Kapellmeister del Teatro de Dortmund y después Director Musical General, hasta el 2003, en que es nombrado Director Musical General del Teatro Nacional de Mannheim. En esta primera etapa de su carrera adquirió experiencia con obras del repertorio operístico alemán, como Las bodas de Fígaro de Mozart, Ariadna en Naxos de Strauss, Wozzeck de Alban Berg y diversas óperas de Richard Wagner, como Tannhäuser, Lohengrin, Tristán e Isolda y la Tetralogía El Anillo del Nibelungo. Además, en Dortmund dirigió en 2000 el estrenó en Alemania de la olvidada ópera de Gustave Charpentier Julien.
Desde 2003, compagina su labor en Mannhein con invitaciones regulares en la Ópera de Leipzig, donde debuta con El cazador furtivo de Weber, y de la cual se convierte en su director musical junto a Riccardo Chailly en 2007, dirigiendo el Gran Concierto de la Orquesta de la Gewandhaus y reabriendo las puertas del teatro tras su restauración con una nueva producción de Rienzi. En Leipzig destacarán sus interpretaciones de óperas de Wagner, Schoenberg y Jenufa de Janacek.
Desde 2009 ostenta el puesto de Director Musical General de la Deutsche Oper am Rhein, donde ha centrado su repertorio tanto en las óperas de Mozart, Wagner y  como con otros autores no alemanes (así, Peter Grimes de Britten o Diálogos de carmelitas de Poulenc).
Ha dirigido en la Volksoper de Viena, en la Ópera de Copenhague y en la Ópera del Estado de Hamburgo. Debutó en la Ópera Alemana de Berlín en 2009 con La mujer sin sombra, de Strauss.
Fuera del repertorio operístico, ha realizado conciertos con las dos formaciones titulares de la Deutsche Oper am Rhein: la Orquesta Sinfónica de Düsseldorf y la Filarmónica de Duisburgo. También ha sido invitado a dirigir la Orquesta Sinfónica de la Radio del Norte de Alemania, de Hamburgo.
Debutó en el Festival de Bayreuth en 2013 en unas curiosas circunstancias. En 2011 se había estrenado una nueva producción de Tannhäuser. A la polémica suscitada por el montaje debido a Sabastian Baumgarten se unió un reparto inadecuado y la poco inspirada dirección musical de Thomas Hengelbrock. Al año siguiente, Christian Thielemann accedió a dirigir la obra además de la que ya tenía adjudicada ese año, El holandés errante. Su enfoque musical y la sustitución de varios cantantes del elenco, hizo que la calidad interpretativa fuera sobresaliente. Reconducida la parte musical, Thielemann se centró al año siguiente en la citada producción del Holandés, encomendando el Tannhäuser a Axel Kober, quien realizó un trabajo competente en 2013 y notable en la reposición del montaje en 2014. En 2015 dirige El holandés errante, tomando de nuevo el relevo de Thielemann, que dirigió Tristán e Isolda. En 2016 volvió a dirigir la obra y repetirá en 2018.

## Grabaciones
- Richard Wagner, Tannhäuser, con Torsten Kerl, Camilla Nylund, Michelle Breedt, Markus Eiche y Kwangchul Youn. Coro y Orquesta del Festival de Bayreuth, grabado en directo durante los Festivales del 2014, julio de 2015 (DVD).

## Enlaces
- Axel Kober dirige Tannhäuser
- Biografía de Axel Kober en rbartists.at Archivado el 4 de marzo de 2016 en Wayback Machine.
- Biografía de Axel Kober en la página web de la Deutsche Oper am Rhein
- Biografía de Axel Kober en la página web del Festival de Bayreuth